# Steinway & Sons

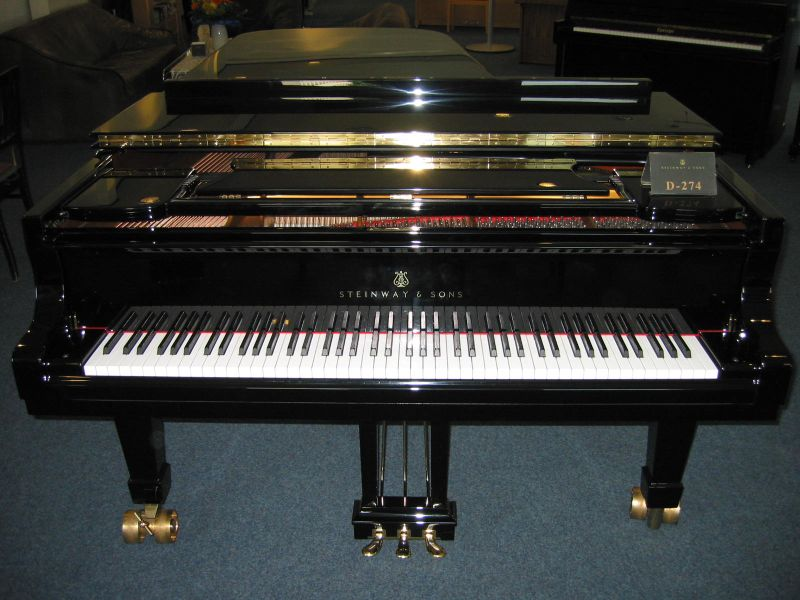
Steinway Concertvleugel D-274 Hamburg

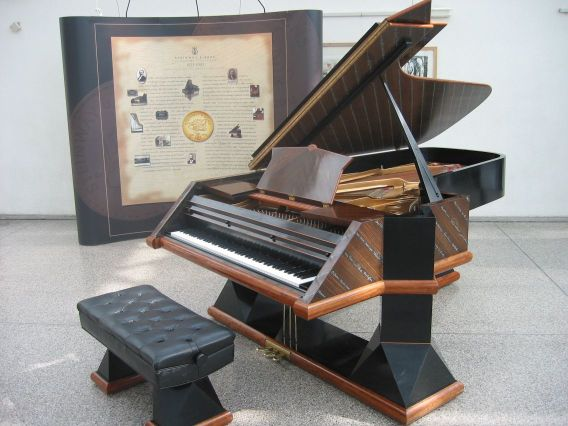
Steinway No. 500.000 (New York 1988)

Steinway & Sons, Steinway, is een piano- en vleugelbouwer, gevestigd in Hamburg, Duitsland, en Queens, New York, Verenigde Staten. Steinwayvleugels behoren tot de beroemdste ter wereld.

## Pianobouwer
Het bedrijf werd in 1839 in Seesen, Duitsland opgericht door Heinrich Engelhard Steinweg, die in 1851 met zijn zoons naar Amerika emigreerde en zijn achternaam wijzigde in Steinway. In de jaren 1860 werden zij de meest vooraanstaande pianobouwers. Steinway heeft sinds 1996 een notering op NYSE, de Amerikaanse effectenbeurs. Daar staat Steinway genoteerd met de code LVB, verwijzend naar Ludwig van Beethoven.
Een van de zoons bleef achter in Duitsland. Hij ging in Braunschweig samen met Grotrian en twee andere medewerkers piano's bouwen. Nadat Steinweg ook naar Amerika was vertrokken, en de andere firmanten zich uit hadden laten kopen, zette Grotrian het bedrijf voort onder de naam Grotrian-Steinweg. In Amerika worden deze verkocht onder de naam Grotrian, om verwarring met Steinway te voorkomen.
Steinways worden gekenmerkt door hun krachtige toon, die ook een soort gladheid bevatten, waardoor ze zich onderscheiden van andere vleugels.
Steinway patenteerde diverse technische vernieuwingen, zoals ontwikkelingen aan het gietijzeren frame, het sostenutopedaal (middelste pedaal op een vleugel) en het duplex scale system.
Steinway-vleugels worden vaak ingezet voor beroemde pianisten omdat men er dan vrijwel zeker van is dat de pianist niet zal weigeren om op het instrument te spelen. Er wordt namelijk vaak met veel kritiek naar piano's en vleugels gekeken, en weigeringen zijn geen uitzondering. Zo worden op de Koningin Elisabethwedstrijd te Brussel enkel Steinways gebruikt.
Steinway-instrumenten zijn over het algemeen zeer kostbaar en behoren samen met o.a. Bösendorfer tot het topsegment van de pianomarkt, omdat er veel handwerk en ambachtelijkheid in elk instrument wordt gestoken bij de bouw.
In alle Steinway-instrumenten staat een fabrieksnummer, waardoor men kan nagaan hoe oud het instrument is.

## 'Steinway Artist'
Sinds 1872 houdt het bedrijf Steinway een register ('roster') bij van pianisten die de titel 'Steinway Artist' mogen voeren. Het betreft pianisten die ervoor hebben gekozen uitsluitend op piano's van het merk Steinway te spelen en tevens eigenaar te zijn van minstens één exemplaar. Daarnaast is er een register van 'Young Steinway Artists' voor de getalenteerden onder hen die tussen 16 en 35 jaar oud zijn. Steinway verwacht dat deze pianisten altijd op een Steinway spelen indien er een geschikt exemplaar beschikbaar is. De pianisten worden er niet voor betaald, maar de gunsten zijn er wel van afhankelijk. Dit verschijnsel heeft voor controverse gezorgd en heeft zijn voor- en tegenstanders. Incidentele coulantie werd weleens afgedwongen. Het register bevat ca. 2000 pianisten. Onder hen bevinden zich ook een aantal Nederlanders en Belgen.

### Nederlandse 'Steinway Artists'
- Michiel Borstlap
- Ronald Brautigam
- Joop Celis
- Leo van Doeselaar
- Paolo Giacometti
- Iris Hond
- Yoram Ish-Hurwitz
- Wyneke Jordans
- Arthur Jussen
- Lucas Jussen
- Paul Komen
- Frank van de Laar
- Ralph van Raat
- Bart van de Roer
- Joop Stokkermans
- Guus Westdorp
- Rian de Waal
- Jan Wijn
- Hannes Minnaar

### Belgische 'Steinway Artists'
- Liebrecht Vanbeckevoort
- Jef Neve